# Beira (animal)
Dorcatragus megalotis
Pour l’article homonyme, voir Beira.
Genre
Espèce
Statut de conservation UICN

 VU C1 : Vulnérable
Le Beira (Dorcatragus megalotis) est une antilope de Somalie. Cette espèce est la seule du genre Dorcatragus.

## Dimensions
Longueur: 80 à 86 cm (sans la queue et les cornes) Queue: 6 à 7,5 cm Hauteur au garrot: 50 à 60 cm Poids: 9 à 11,5 kg Cornes: 9 à 13 cm. La femelle est un peu plus grande et plus lourde que le mâle.

## Répartition
Somalie septentrionale, côte du golfe d'Aden. Éthiopie.

## Habitat
Montagnes arides et sèches, parsemées de buissons; collines et plateaux rocailleux.

## Territoire
Ils sont sédentaires; Ils ont une densité faible;

## Sens
Ils ont une vue et une ouïe excellentes.

## Prédateurs
Surtout le caracal, mais parfois le chat ganté, les hyènes et les chacals sont dangereux pour les jeunes et les adultes, jadis le léopard (panthère) était leur principal prédateur, et le lion d'Afrique.

## Alimentation
Ils se nourrissent surtout de feuilles des buissons, mais également de plantes herbacées. Elle peut se passer d'eau pendant six jours.

## Comportement Social
Ils se regroupent en couple, dans un groupe de 6 individus.

## Reproduction
DD, données insuffisantes, ils mettent bas en avril avec 1 seul petit.

## Maturité sexuelle
DD, données insuffisante.

## Longévité
DD, données insuffisante.